# Montaut (Lot-et-Garonne)
Montaut település Franciaországban, Lot-et-Garonne megyében. Lakosainak száma 255 fő (2022. január 1.). Montaut Bournel, Ferrensac, Lougratte, Saint-Eutrope-de-Born és Villeréal községekkel határos.

## Népesség
A település népességének változása:
| Lakosok száma | 294  | 253  | 207  | 225  | 235  | 241  | 251  | 260  | 261  | 255  |
|               | 1968 | 1982 | 1990 | 2006 | 2013 | 2015 | 2017 | 2019 | 2020 | 2022 |